# Piastów
Piastów [pronunciación en polaco: /ˈpjastuf/] es un pueblo ubicado en el distrito administrativo de Gmina Jedlińsk, dentro del Condado de Radom, Voivodato de Mazovia, en el este de Polonia central. Se encuentra aproximadamente a 6 kilómetros al suroeste de Jedlińsk, a 13 kilómetros al noroeste de Radom, y a 82 kilómetros al sur de Varsovia.